# Венец (головной убор)
Венец (коруна, повязка, обруч, чильце, почелок, ряска, венчик) — восточнославянский девичий головной убор.
Основа делалась из проволоки, фольги или картона. Основу обтягивали тканью и расшивали бисером, жемчугом и камнями. Также в ход шёл перламутр, монеты и раковины.

## Этимология
Термин «венец» по отношению к девичьему головному убору применялся ещё в XVI—XVII веках, в этот период венцом называлась лента, вытканная из золотных нитей, иногда на каркасе из луба или бересты, украшенная по всей окружности жемчугом, драгоценными камнями или их заменителями. Венец надевался на лоб и завязывался на затылке. При этом макушка головы была открытой, а незаплетенные волосы спускались на спину. Головной убор такого типа был известен и в более раннее, чем XVI—XVII века, время.

## Устройство, региональные различия
Главным отличием венца от головных уборов незамужних женщин (как и повседневных, вроде повойника; так и праздничных, вроде кокошника) является открытость макушки, в то время как у замужних женщин головные уборы полностью закрывали все волосы на голове.
В XVIII-XIX вв. существовало два конструктивных варианта венцов. На Русском Севере (в частности, в Архангелогородчине, Вологодчине, Новгородчине, Олонецкой, Костромской, Тверской и местами в Пермской и Петербургской губерниях) бытовал венец с городками — то есть с зубчиками по верхнему краю. Основа венца изготовлялась из проклееных холстом бересты или картона. Отдалённо такие венцы напоминали короны или тиары, поэтому с XVI века к ним применялся (а в XVI-XVII бывший единственным) термин «коруна». Такие венцы могли быть как и ажурными, так и сплошной формы, а сама форма венца могла сильно различаться в зависимости от места происхождения. Лицевая часть таких венцов обильно украшалась золотной вышивкой, жемчугом, драгоценными и полудрагоценными камнями, перламутром. Изнанка венца обтягивалась ситцем или набивными тканями. Такой венец крепился на неширокой парчовой повязке шириной в 5-6 см, заканчивавшейся длинными завязками, которые завязывались на затылке под косой носительницы. Опциональным украшением венца была жемчужная поднизь-сетка, спускавшаяся на лоб.
В южнорусских губерниях (а также в Тобольской губернии) был распространён другой тип венца — обруч из луба или бересты, обтянутый тканью или позументом и украшавшийся цветами, золотной вышивкой, бусами, стекляшками (имитировавшим драгоценные камни), бисером (заменявшими жемчуг) и перьями. Сзади к нему прикреплялась полоска из парчи длиной 50 см, оканчивавшаяся бахромой.
В конце XIX века из категории праздничных головных уборов венец перешёл в категорию обрядовых, став головным убором невесты, в котором она венчалась и присутствовала на т. н. «княжьем» пиру, проходившем после венчания и бывшим главным во всей свадьбе.

## В скандинавских странах
В отличие от русских, у скандинавских народов — норвежцев, шведов и находившихся под их влиянием финнов, венец, он же свадебная корона (норв. brudekrone) был головным убором невесты вроде фаты и изготовлялся из золота, серебра или посеребрённых металлов. Невесты из бедных семей надевали венец из материалов попроще, например, соломы. Иногда венец надевался на чепчик. К венцу прикреплялись подвески, которые при движении издавали тонкий звон. Считалось, что этот звон защищал невесту от злых духов. Также венец украшася лентами и цветами. По традиции, танцы на свадьбе заканчивались тогда, когда с невесты упадёт венец.